# Picnic la Hanging Rock (film)
Picnic la Hanging Rock (în engleză Picnic at Hanging Rock) este un film de mister australian din 1975, regizat de Peter Weir după un scenariu scris de Cliff Green⁠(d) și inspirat din romanul Picnic at Hanging Rock (1967) al lui Joan Lindsay⁠(d). Rolurile principale sunt interpretate de Rachel Roberts⁠(d), Dominic Guard⁠(d), Helen Morse⁠(d), Vivean Gray⁠(d) și Jacki Weaver. Acțiunea filmului prezintă dispariția câtorva eleve și a unei profesoare în timpul unui picnic organizat la Hanging Rock⁠(d) (Victoria, Australia) de Ziua Sfântului Valentin a anului 1900 și efectul ulterior al acestei dispariții asupra comunității locale.
Picnic la Hanging Rock a fost un succes comercial și de critică și a contribuit la atragerea atenției internaționale asupra Noului val australian⁠(d) al cinematografiei. El este considerat pe scară largă drept unul dintre cele mai emblematice și definitorii filme ale Noului val australian. În 1996 a fost votat drept cel mai bun film australian din toate timpurile într-un sondaj realizat de Victorian Centenary of Cinema Committee și National Film and Sound Archive⁠(d).
Filmul a fost restaurat în anul 2025 pentru a fi relansat în cinematografe. Sub supravegherea regizorului Peter Weir, a fost realizată o nouă scanare 4K a negativului original de 35 mm (de la National Film and Sound Archive⁠(d) din Australia) de către companiile The Grainery (SUA) și Fixafilm (Polonia). Cu ocazia relansării filmului, editura Text Publishing⁠(d) a publicat o biografie a lui Joan Lindsay, scrisă de Brenda Niall, care descrie experiența școlară a lui Lindsay, reflectată în misterul de la Hanging Rock, semnificația romanului în mediul cultural australian și rezonanța acestuia pentru populația indigenă⁠(d). Niall examinează în același timp atât romanul lui Lindsay, cât și contribuția ulterioară a acesteia la realizarea filmului.

## Rezumat
În anul 1900, de Ziua Sfântului Valentin, elevele de la Colegiul Appleyard, o școală particulară de fete din statul australian Victoria, pornesc într-o călătorie pentru a face un picnic la Hanging Rock, fiind conduse de două profesoare: Miss Greta McCraw și Mlle. de Poitiers. Sara, o orfană retrasă care a fost separată de fratele ei mai mare, Bertie, este forțată să rămână în școală cu profesoara Miss Lumley și cu directoarea școlii, aspra doamnă Appleyard.
Ajunse la Hanging Rock, elevele Miranda, Marion, Irma și Edith părăsesc picnicul pentru a explora zona. Ele trec pe lângă un tânăr englez, Michael Fitzhubert, și prietenul său australian, Albert Crundall. Fetele urcă pe stâncă și adorm sub acțiunea unei forțe ciudate care se manifestă acolo. Mai târziu, cele patru fete se trezesc, iar Miranda, Marion și Irma pornesc în transă către o crevasă ascunsă; Edith le privește și țipă îngrozită, apoi fuge coborând de pe stâncă.
Elevele participante la picnic și Mlle. de Poitiers, care dormiseră, de asemenea, în același timp, se alarmează atunci când se trezesc și observă dispariția celor trei fete și a lui Miss McCraw. Căutarea poliției nu aduce rezultate, în ciuda relatărilor fragmentate ale lui Edith cu privire la dispariția fetelor, la întâlnirea domnișoarei McCraw alergând fără fustă către stâncă și la observarea unui misterios nor roșu.
După ce a avut coșmaruri cu privire la dispariția fetelor, Michael organizează o expediție proprie de căutare, împreună cu Albert. Michael rămâne peste noapte în zona stâncii și o găsește a doua zi pe Irma în viață într-o crevasă, dar își pierde cunoștința din cauza epuizării termice. După întoarcerea lui Albert cu forțele de poliție, Michael îi strecoară o bucată din rochia Irmei. Albert se întoarce pe stâncă pentru a o găsi pe Irma, dar fata nu își amintește ce s-a întâmplat în perioada anterioară și nu poate spune ce s-a întâmplat cu Miranda, Marion sau domnișoara McCraw.
Disparițiile celor trei eleve și a profesoarei provoacă scandal, determinându-i pe unii părinți să-și retragă fetele și creând o stare de neliniște cu privire la viitorul școlii. Atenția presei se concentrează asupra expedițiilor de căutare, în timp ce visele lui Michael cu privire la dispariții continuă, în care Miranda este simbolizată ca o lebedă albă. Ca urmare a faptului că reputația și stabilitatea financiară ale școlii au de suferit în urma scandalului, doamna Appleyard o informează pe Sara că tutorele ei nu a mai contactat colegiul de luni de zile și că nu a mai plătit taxele de școlarizare. Ea o previne că prezența ei în școală este în pericol și că, din cauza neplăților taxelor, nu mai poate participa la cursurile extracurriculare. Sara începe să-și petreacă cea mai mare parte a timpului stând în pat și jelind-o pe Miranda.
Irma, însănătoșită, dar amnezică, urmează să fie trimisă înapoi în Europa pentru a se reîntâlni cu părinții ei. Ea vizitează colegiul în cursul unei lecții de dans pentru a-și lua rămas bun de la restul elevelor, dar este înconjurată de colegele ei, care țipă la ea și îi pun la îndoială amnezia și buna credință. După ce Irma pleacă în lacrimi, Mlle. de Poitiers descoperă că Miss Lumley a legat-o pe Sara de un perete al sălii pentru toată durata lecției sub pretextul de a-i îmbunătăți postura.
Cu o noapte înainte ca restul elevelor să plece în vacanța de Paște, data limită care-i fusese acordată Sarei pentru ca tutorele ei să achite taxele restante, doamna Appleyard o vizitează în cameră pentru a-i spune că trebuie să se întoarcă la orfelinat. După această conversație, directoarea se prăbușește în lacrimi în biroul ei, în ciuda comportamentului ei rece. A doua zi dimineață, Albert îi povestește lui Michael că a visat că sora lui, Sara, l-a vizitat, având la ea floarea ei preferată, pentru a-și lua rămas bun. Mlle. de Poitiers, care își exprimase anterior îngrijorarea pentru sănătatea Sarei, o contactează pe doamna Appleyard pentru a o întreba unde se află Sara, iar directoarea îi spune că tutorele ei a venit să o ia. În aceeași seară, cele două femei iau cina împreună, iar doamna Appleyard, aflată în stare avansată de ebrietate, evită încercările drei de Poitiers de a afla dacă Sara se va mai întoarce în semestrul următor.
Corpul neînsuflețit al Sarei este descoperit ulterior în seră; se pare că ea a sărit de pe acoperișul clădirii principale și s-a prăbușit prin acoperișul de sticlă al serei. Grădinarul aleargă la biroul doamnei Appleyard pentru a raporta tragedia și o găsește stând calm pe un scaun, îmbrăcată în haine de înmormântare și cu valizele deja pregătite. O voce din exterior anunță că doamna Appleyard, care se confrunta cu închiderea școlii sale și era tulburată de disparițiile recente și evenimentele care au urmat, a fost găsită moartă la baza stâncii Hanging Rock, după ce se pare că a căzut în timpul urcării.
În timpul unui flashback cu secvențe din ziua picnicului, vocea din exterior⁠(d) afirmă că disparițiile fetelor Miranda și Marion și a domnișoarei McCraw rămân mistere nerezolvate, în ciuda expedițiilor ulterioare de căutare, și continuă să obsedeze comunitatea locală.

## Distribuție
- Rachel Roberts⁠(d) — doamna Appleyard, directoarea Colegiului Appleyard
- Dominic Guard⁠(d) — Michael Fitzhubert, un tânăr aristocrat englez
- Helen Morse⁠(d) — Mlle. de Poitiers, profesoara de limba franceză
- Jacki Weaver — Minnie, servitoarea colegiului
- Anne-Louise Lambert⁠(d) — eleva Miranda St. Clare
- Margaret Nelson — eleva orfană Sara Waybourne, prietena Mirandei
- John Jarratt — Albert Crundall, vizitiul familiei Fitzhubert, prietenul lui Michael
- Wyn Roberts⁠(d) — sergentul Bumpher, șeful secției locale de poliție
- Karen Robson⁠(d) — eleva Irma Leopold
- Christine Schuler — eleva Edith Horton
- Jane Vallis — eleva Marion Quade
- Vivean Gray⁠(d) — Miss Greta McCraw, profesoara de matematică
- Martin Vaughan⁠(d) — Ben Hussey
- Kirsty Child⁠(d) — Miss Lumley, profesoară
- Frank Gunnell — dl Whitehead
- Tony Llewellyn-Jones⁠(d) — Tom
- John Fegan⁠(d) — dr. McKenzie, medicul local
- Kay Taylor — doamna Bumpher, soția sergentului
- Peter Collingwood⁠(d) — colonelul Fitzhubert
- Garry McDonald⁠(d) — polițistul Jones
- Olga Dickie⁠(d) — doamna Fitzhubert
- Jenny Lovell⁠(d) — Blanche

## Producție

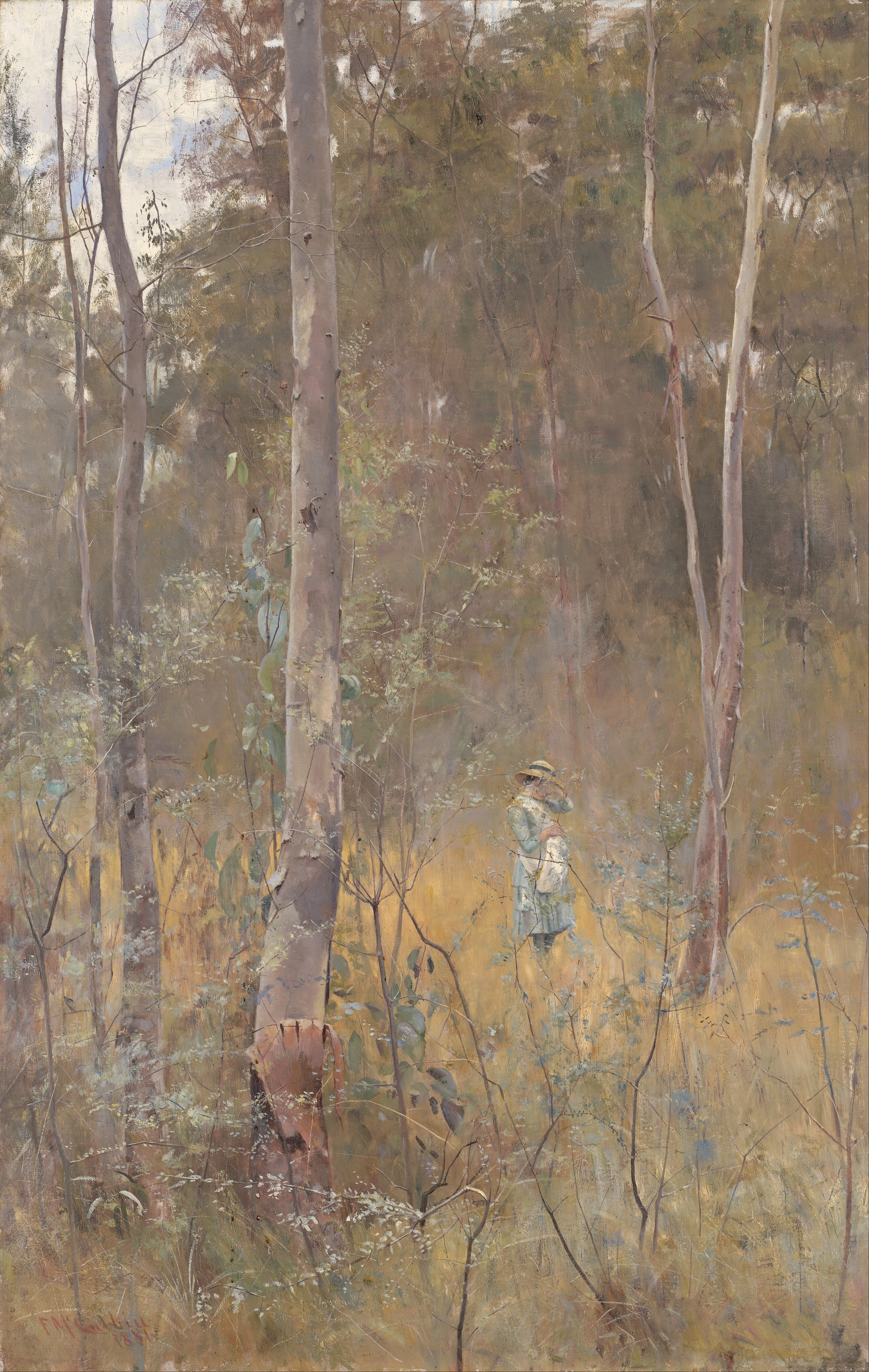
Unele lucrări ale, cum ar fi Lost (1886) a lui, au inspirat temele și stilul vizual ale filmului.

Romanul Picnic at Hanging Rock a fost publicat în 1967. Patru ani mai târziu, producătoarea de film Patricia Lovell⁠(d) l-a citit și s-a gândit că ar putea fi adaptat într-un film excelent. Nu s-a gândit inițial să-l producă ea însăși până când Phillip Adams⁠(d) (unul din fondatorii South Australian Film Corporation⁠(d)) i-a sugerat să încerce; Lovell a achiziționat drepturile de ecranizare a filmului în anul 1973 pentru suma de 100 de dolari, pe care a plătit-o pe parcursul a trei luni. Ea l-a angajat ca regizor pe Peter Weir, fiind impresionată de calitățile artistice ale filmului Homesdale⁠(d), iar Weir i-a convins pe frații gemeni Hal și Jim McElroy⁠(d) să se implice în activitatea de producere a filmului.
Realizarea scenariului a fost atribuită inițial scenaristului David Williamson⁠(d), dar acesta nu era disponibil și l-a recomandat pe confratele său mai renumit Cliff Green⁠(d), care se specializase în scrierea de scenarii pentru serialele de televiziune. Joan Lindsay avea dreptul să aleagă scenaristul și a aprobat alegerea lui Green, a cărui primă schiță fusese considerată „excelentă” de către producătoarea Patricia Lovell.
Bugetul final al filmului a fost de 440.000 de dolari australieni, care au fost furnizați de companiile producătoare Australian Film Development Corporation⁠(d), British Empire Films⁠(d) și South Australian Film Corporation⁠(d). O sumă de 3.000 de dolari a provenit de la câțiva investitori privați.

### Filmări

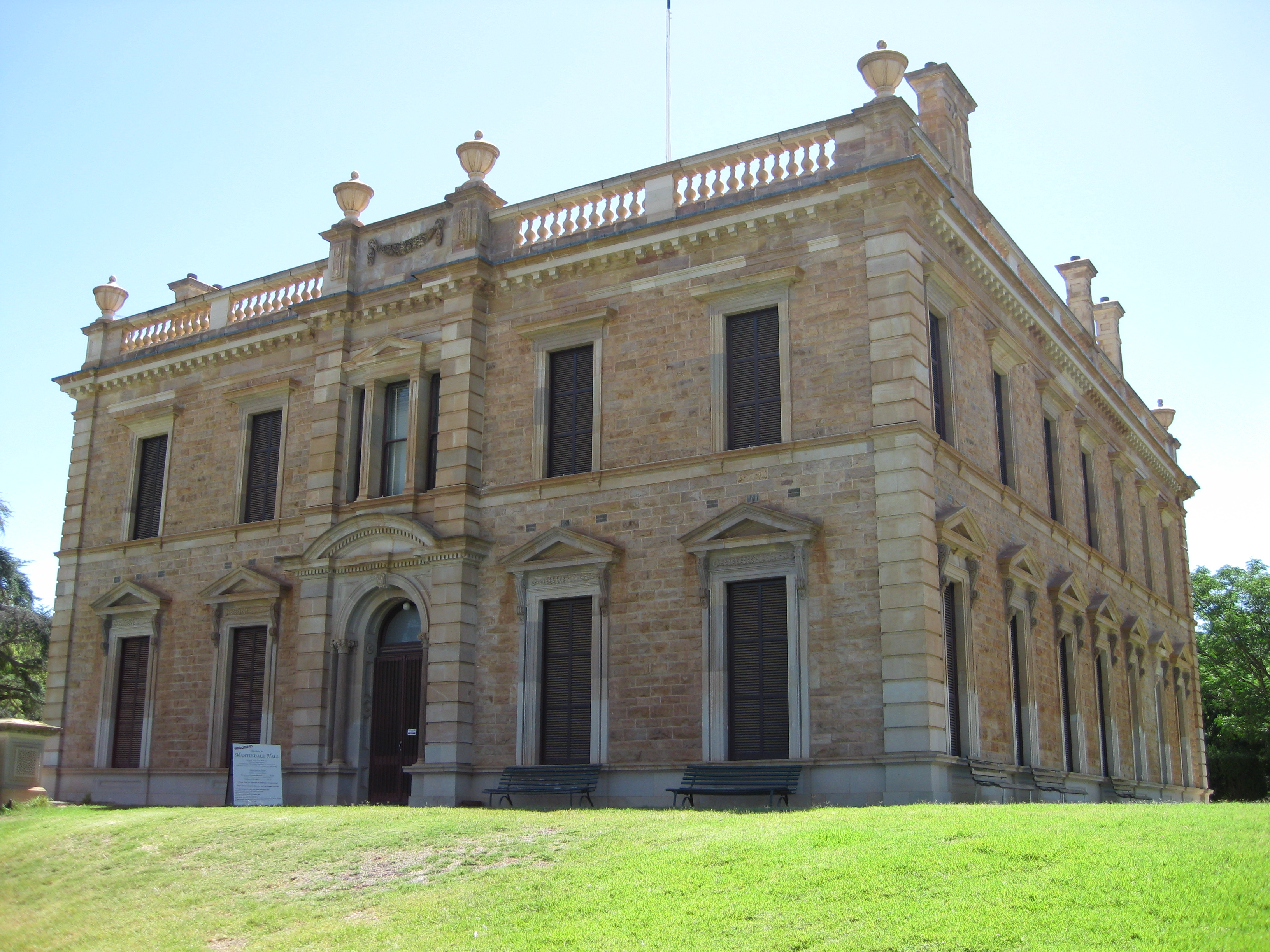
Conacul (situat în apropierea orașului istoric în Australia de Sud) a fost folosit în film ca sediu al Colegiului Appleyard.

Filmările au început în februarie 1975 și s-au întins, în principal, pe durata a șase săptămâni. S-au efectuat filmări în zona formațiunii geologice Hanging Rock⁠(d) din statul Victoria, la conacul Martindale Hall⁠(d) de lângă Mintaro⁠(d) (în zona rurală a Australiei de Sud) și în studioul South Australian Film Corporation din Adelaide.
Mizanscena⁠(d) și imaginea filmului au fost puternic influențate de lucrările Școlii de la Heidelberg⁠(d) a impresioniștilor australieni, care au fost activi în statul Victoria în anii 1880 și 1890. Frederick McCubbin⁠(d), un membru proeminent al Școlii de la Heidelberg, a trăit și a pictat adesea în regiunea Macedon Ranges⁠(d), care a devenit decorul și locul de filmare ale producției cinematografice Picnic la Hanging Rock. Pentru a obține aspectul unei picturi impresioniste pentru film, regizorul Weir și directorul de imagine Russell Boyd⁠(d) s-au inspirat din opera fotografului și regizorului de film britanic David Hamilton⁠(d), care a acoperit obiectivul camerei sale cu diferite tipuri de voaluri pentru a produce imagini difuze și cu focalizare neclară. Boyd a creat un aspect eteric și oniric al mai multor scene prin amplasarea unor voaluri simple de mireasă de diferite grosimi peste obiectivul camerei sale. Montajul peliculei a fost realizat de Max Lemon.

Weir și-a amintit că, deși mai mulți membri ai distribuției și echipei de producție au perceput filmul într-un mod amuzant și distractiv la începerea filmărilor, starea de spirit s-a schimbat odată cu deplasarea în zona formațiunii geologice Hanging Rock:
Există ceva anume în acea zonă care este apăsător și deprimant. Nu s-a întâmplat absolut nimic neobișnuit când am fost acolo, dar toți eram nervoși cât timp am fost acolo și ne-am bucurat atunci când am putut pleca în cele din urmă.

### Repartizarea rolurilor
Peter Weir a distribuit-o inițial pe Ingrid Mason în rolul Mirandei, dar și-a dat seama după câteva săptămâni de repetiții că interpretarea „nu merge” și a distribuit-o în acest rol pe Anne-Louise Lambert. Ingrid Mason a fost convinsă să rămână în rolul unui personaj minor, Rosamund, de către producătoarea Patricia Lovell. Rolul doamnei Appleyard trebuia inițial să fi fost preluat de Vivien Merchant⁠(d), dar actrița s-a îmbolnăvit și a fost înlocuită în scurt timp cu Rachel Roberts⁠(d). Câteva dintre vocile elevelor au fost dublate în secret de actori profesioniști de voce, deoarece regizorul le-a ales pe tinerele actrițe mai degrabă pentru aspectul lor inocent decât pentru calităților lor interpretative. Actorii vocali nu au fost menționați pe generic, deși, după mai mult de trei decenii, actrița Barbara Llewellyn a dezvăluit că ea a dublat în întregime vocea personajului Edith (interpretat de Christine Schuler, acum Christine Lawrance).

### Muzică
Muzica principală a filmului a fost derivată din două piese tradiționale românești: doina „Sus pe culmea dealului” și „Doina lui Petru Unc”, interpretate la nai de românul Gheorghe Zamfir și la orgă de elvețianul Marcel Cellier⁠(d). Compozitorul australian Bruce Smeaton⁠(d) a oferit, de asemenea, câteva compoziții originale (The Ascent Music și The Rock) scrise special pentru film.
Alte completări clasice au inclus Preludiul nr. 1 în do major din Clavecinul bine temperat⁠(d) al lui Bach, interpretat de pianistul maghiar Jenő Jandó⁠(d); mișcarea „Romance: Andante” din Mica serenadă a lui Mozart; mișcarea Andante Cantabile din Cvartetul de coarde nr. 1, op. 11 al lui Ceaikovski și Adagio un poco mosso din Concertul pentru pian nr. 5 „Împăratul” al lui Beethoven, interpretat de István Antal cu Orchestra Simfonică de Stat Maghiară⁠(d). Sunt interpretate, de asemenea, cântecele tradiționale britanice God Save the Queen și Men of Harlech⁠(d).
În prezent, nu există o coloană sonoră oficială disponibilă comercial. În 1976 postul de televiziune CBS a lansat un LP de vinil intitulat „A Theme from Picnic at Hanging Rock”, care conținea, printre altele, piesa omonimă și piesa „Miranda's Theme”. Un single de 7" a fost lansat în 1976 pe tema filmului Picnic at Hanging Rock de către Cvartetul Nolan-Buddle. Cântecul a ajuns pe locul 15 în lista celor mai bine vândute single-uri din Australia.
Un album intitulat Flute de Pan et Orgue (Music from Picnic at Hanging Rock) a fost lansat de compania Festival Records France.

## Lansare
Filmul a avut premiera pe 8 august 1975, la Hindley Cinema Complex din Adelaide. A fost bine primit atât de public, cât și de critici, aducând încasări de peste 3 milioane de dolari în cinematografele australiene până în anul 1978. El a obținut în cele din urmă încasări de 5.120.000 de dolari din vânzările de bilete în Australia. Acest lucru este echivalent cu 40.863.759 dolari în anul 2022.
În 1998, Weir a eliminat șapte minute din film pentru o relansare cinematografică, creând o versiune regizorală⁠(d) mai scurtă, cu durata de 107 minute.

## Recepție
Horrorul nu trebuie să fie neapărat un gentleman cu colți lungi în haine de seară, un cadavru dezmembrat sau un doctor care păstrează un creier în acvariul peștișorului său auriu. Ar putea fi o zi însorită și fierbinte, inocența copilăriei și indicii de sexualitate neexplorată care se combină pentru a produce o euforie atât de intensă încât devine captivantă, o stare dincolo de viață și moarte. Un astfel de horror este indescriptibil nu pentru că este înfiorător, ci pentru că rămâne în afara tărâmului lucrurilor care pot fi definite simplu sau explicate în moduri convenționale. 
Peter Weir și-a amintit că atunci când filmul a fost proiectat pentru prima dată în Statele Unite, publicul american a fost deranjat de faptul că misterul a rămas nerezolvat. Potrivit regizorului, „un distribuitor și-a aruncat ceașca de cafea către ecran la sfârșitul filmului, pentru că își irosise două ore din viață – un mister fără o nenorocită de soluție!” Criticul american Vincent Canby a consemnat această reacție a publicului într-o recenzie a filmului din 1979, în care a analizat elementele artistice de „romantism horror australian” ale filmului, cu toate că erau lipsite însă de clișeele unui film horror convențional.
În ciuda acestui fapt, filmul a reprezentat un succes critic, iar specialistul american Roger Ebert l-a numit „un film cu un mister bântuitor și cu o isterie sexuală îngropată” și a remarcat că „surprinde două dintre caracteristicile filmelor australiene moderne: o imagine frumoasă și povești despre prăpastia care-i separă pe coloniștii veniți din Europa de misterele noului lor cămin ancestral”.
Richard Freedman de la ziarul american The Star-Ledger⁠(d) a scris că filmul „este atât de îmbibat de senzualitatea unei epoci și a unui mod de viață demult apus, încât este o pură plăcere pentru ochii obosiți din secolul al XX-lea ca să-l privească. Cu toate acestea, el are o sensibilitate proprie unică. Furnizându-ne materialele pentru a ne modela propria operă de artă, ea îndeplinește o funcție rezervată doar artei superioare: ne face să reflectăm, deoarece ne umple cu venerație și admirație.”.
Joseph Bensou de la Daily Breeze⁠(d) a elogiat activitatea regizorală a lui Peter Weir, scriind: „Este un film de artă... Și, la fel ca un artist, Weir insistă să adauge culori și profunzime misterului său într-un mod deliberat și atât de lent, introducând o tușă de caracter aici și o dârâ de suspans acolo”. El a remarcat, de asemenea, interpretările „convingătoare” ale membrilor distribuției, în special cele ale actriței Rachel Roberts, care a „interpretat-o cu un strop de răutate” pe doamna Appleyard, și ale tinerei Margaret Nelson, care a „interpretat-o fără efort” pe eleva Sara Waybourne.
Scenaristul Cliff Green a declarat într-un interviu că „În procesul scrierii scenariului și mai târziu în cursul producției filmului, am prezis eu – sau oricine altcineva – că va deveni cel mai iubit film al Australiei? Am știut întotdeauna că va fi bun – dar atât de bun? Cum am fi putut ști?”.
Picnic la Hanging Rock are în prezent un rating de aprobare de 92% pe site-ul agregator Rotten Tomatoes pe baza a 48 de recenzii, cu un rating mediu de 8,5/10. Consensul critic al site-ului este următorul: „Fascinant în plan vizual, Picnic la Hanging Rock este mohorât, tulburător și enigmatic – o capodoperă a cinematografiei australiane și un prim triumf major al regizorului Peter Weir”. Metacritic, un alt agregator de recenzii, atribuie filmului un scor de 81/100 pe baza a 15 recenzii critice, indicând o „aclamare universală”.

## Premii
| Premiu                                          | Categorie                                 | Subiect                   | Rezultat     |
| ----------------------------------------------- | ----------------------------------------- | ------------------------- | ------------ |
| Premiile AACTA                                  | Cel mai bun film⁠(d)                       | Hal și Jim McElroy⁠(d)     | Nominalizare |
| Premiile AACTA                                  | Cea mai bună regie⁠(d)                     | Peter Weir                | Nominalizare |
| Premiile AACTA                                  | Cea mai bună actriță⁠(d)                   | Helen Morse⁠(d)            | Nominalizare |
| Premiile AACTA                                  | Cel mai bun actor într-un rol secundar⁠(d) | Tony Llewellyn-Jones⁠(d)   | Nominalizare |
| Premiile AACTA                                  | Cel mai bun scenariu⁠(d)                   | Cliff Green⁠(d)            | Nominalizare |
| Premiile Academiei Britanice de Film (BAFTA)⁠(d) | Cea mai bună imagine⁠(d)                   | Russell Boyd⁠(d)           | Câștigat     |
| Premiile Academiei Britanice de Film (BAFTA)⁠(d) | Cele mai bune costume⁠(d)                  | Judith Dorsman            | Nominalizare |
| Premiile Academiei Britanice de Film (BAFTA)⁠(d) | Cea mai bună coloană sonoră⁠(d)            | Greg Bell și Dan Connelly | Nominalizare |
| Premiile British Society of Cinematographers⁠(d) | Cea mai bună imagine⁠(d)                   | Russell Boyd⁠(d)           | Nominalizare |
| Premiile Saturn⁠(d)                              | Cel mai bun scenariu                      | Cliff Green⁠(d)            | Nominalizare |

## Home media
Versiunea regizorală a fost lansată pe DVD în SUA de către compania Criterion Collection pe 3 noiembrie 1998. DVD-ul conține o înregistrare nouă obținută prin transfer digital, un trailer cinematografic și informații de completare pe copertă. The Criterion Collection a lansat versiunea regizorală pe Blu-ray în SUA pe 17 iunie 2014. Ea mai include o copie broșată a romanului și o serie de bonusuri video.
În Marea Britanie, filmul a fost lansat într-un set special de 3 DVD-uri pe 30 iunie 2008. Acest set a inclus atât versiunea regizorală, cât și versiunea originală mai lungă, lungmetrajul documentar A Dream Within a Dream, scenele eliminate la montaj, interviuri cu realizatorii și cu scriitoarea Joan Lindsay⁠(d), galerii de afișe și fotografii. Distribuitorul britanic Second Sight Films a lansat filmul pe Blu-ray în Marea Britanie pe 26 iulie 2010.
În Australia a fost lansat pe DVD de Umbrella Entertainment în august 2007 și relansat într-o ediție de colecție cu două discuri în mai 2011. Această ediție conține mai multe bonusuri speciale: trailere cinematografice, galerii de afișe și fotografii, documentare și interviuri cu actorii, cu membrii echipei tehnice și cu Joan Lindsay. Filmul a fost lansat pe Blu-ray în Australia de către Umbrella Entertainment pe 12 mai 2010, fiind însoțit de lungmetrajul documentar A Dream Within a Dream, un documentar de 25 de minute cu filmări de pe platou intitulat A Recollection: Hanging Rock 1900 și trailerul cinematografic.
Filmul a fost lansat de atunci în versiuni cu rezoluție 4K în diferite țări, inclusiv în Statele Unite ale Americii (de către compania Criterion) și Marea Britanie.

## Moștenire și influență
Picnic la Hanging Rock a fost votat drept „cel mai bun film australian din toate timpurile” de membrii Institutului Australian de Film și ai asociațiilor și uniunilor din industria cinematografică, de critici și recenzenți de film, de cercetători și profesori specializați în cinematografie și de membrii Kookaburra Card ai National Film and Sound Archive⁠(d) (NFSA), într-un sondaj organizat în anul 1996 de Victorian Centenary of Cinema Committee și National Film and Sound Archive.
Filmul a continuat să-i inspire și pe artiștii din perioada recentă, care au apreciat în mod deosebit acest film pentru temele sale, ca și pentru aspectele sale vizuale unice.
Regizoarea americană Sofia Coppola s-a inspirat într-o mare măsură din Picnic la Hanging Rock în creațiile sale Sinuciderea fecioarelor⁠(d) și Maria Antoaneta. Ambele filme abordează pe larg, la fel ca Picnic la Hanging Rock, tema morții și tema feminității, precum și percepțiile adolescenților cu privire la dragoste și sexualitate.
Scenaristul american de televiziune Damon Lindelof⁠(d) a declarat că acest film a reprezentat o sursă de influență a celui de-al doilea sezon al serialului de televiziune The Leftovers⁠(d).